# António Lopes dos Santos
António Adriano Faria Lopes dos Santos (28 de diciembre de 1919 – 11 de mayo de 2009) fue un general y administrador colonial portugués.

## Biografía
Ocupó altos cargos militares antes y después de la Revolución de los Claveles de 1974. Fue gobernador de distrito de la Mozambique portuguesa de 1959 a 1962. Fue Gobernador de Macao del 17 de abril de 1962 hasta julio de 1966, y jefe de Estado Mayor de la guarnición de Macao. Fue nombrado Asistente Principal del Comandante en Jefe de Guinea Portuguesa bajo el Gobernador António de Spinola desde 1968 hasta 1970. Fue comandante militar de la Guinea Portuguesa entre 1968 y 1970. Fue Gobernador de Cabo Verde del 13 de marzo de 1969 hasta 1974.
Después de la Revolución de los Claveles el 25 de abril de 1974 en Portugal, Antonio Lopes dos Santos se convirtió en Jefe Adjunto del Estado Mayor del Ejército Portugués. También se convirtió en jefe del Centro de Estudios Militares y del Consejo Superior Disciplinario Militar. El último nombramiento oficial de Lopes dos Santos fue como director del Instituto de Defensa Nacional de Portugal. Siguió involucrado en las relaciones entre Macao y Portugal y fue presidente de la Fundación Jorge Álvares desde el año 2000 hasta su muerte en 2009.